# Carmen Bukarest
Carmen Bukarest war ein rumänischer Fußballverein aus Bukarest. Er wurde in der Saison 1946/47 rumänischer Vizemeister, ehe er auf Druck der rumänischen Regierung aufgelöst wurde.

## Geschichte
Carmen Bukarest wurde im Jahr 1937 vom rumänischen Unternehmer Dumitru Mociorniță als Mociorniță Bukarest gegründet. Schon im Jahr 1938 wurde der Name in Mociorniță-Colțea Bukarest geändert, ehe er im Jahr 1940 auf Carmen Bukarest geändert wurde. In der ersten Spielzeit nach dem Zweiten Weltkrieg, der Saison 1946/47 gelang Carmen mit der rumänischen Vizemeisterschaft der größte Erfolg der Vereinsgeschichte.
Doch bereits im Sommer 1947 wurde Carmen von der kommunistischen Regierung Rumäniens aufgelöst. Die offizielle Begründung bestand in der unfairen Behandlung einer sowjetischen Mannschaft, als Carmen im Winter 1946/47 ein Freundschaftsspiel gegen Dinamo Tiflis austrug. Die wirkliche Begründung lag vielmehr darin, dass der rumänische Verband einen Platz in der Divizia A für den neu gegründeten Sportverein der Armee, ASA Bukarest (später Steaua Bukarest), benötigte.
Die Spieler verteilten sich auf die Bukarester Klubs oder schlossen sich dem neu gegründeten Verein Pielari / Flacăra Roșie an, der zunächst in der Bukarester Stadtliga, später in der Divizia C spielte.

## Spieler
- Gheorghe Popescu (1944, 1946–1947)